# Пайк (окръг, Арканзас)
Окръг Пайк (на английски: Pike County) е окръг в щата Арканзас, Съединени американски щати. Площта му е 1590 km², а населението – 11 291 души (2010). Административен център е град Мърфрийсбъро.